# Victor Jacquemin
Victor Jacquemin, född 12 mars 1892, var en friidrottare från Belgien. Han deltog vid olympiska sommarspelen 1908.